# Emmanuel Clesh ATIPO-NGAPI
Emmanuel Clesh ATIPO-NGAPI, né le 20 août 2002 à Brazzaville, est un jeune Homme Politique et élu local congolais. Engagé dans les questions de jeunesse, de développement durable et de prospective stratégique, il participe activement à la vie politique et associative du Congo-Brazzaville.
Biographie
Jeunesse et formation
Issu d’une famille brazzavilloise, Emmanuel ATIPO-NGAPI est le fils d’Emmanuel Clesh ATIPO-NGAPI, homme politique ayant occupé plusieurs postes de responsabilité, et de Blandine Irène MBOUKOU KIBOUNI, cadre financier.
Après un baccalauréat scientifique (série D), il poursuit des études supérieures en gestion et management. Il obtient un BTS en ressources humaines, une licence professionnelle, puis un Certificat des études supérieures de l’administration des entreprises (CESAE). En 2025, il est titulaire d’un Master en Management des PME et Prospective stratégique à l’ESGAE de Brazzaville. Il est également admis au concours de sciences politiques et relations internationales de la Haute École Internationale et Politique (HEIP).
Polyglotte, il parle français, anglais, russe.
Carrière politique et associative
Emmanuel ATIPO-NGAPI s’implique très tôt dans la vie associative et politique. Il devient premier vice-président de l’Association de la Jeunesse Panafricaine, puis secrétaire chargé de la jeunesse du Club 2002 PUR. Il est également vice-président de l’Association Horizon, active dans le domaine de la jeunesse et de l’entrepreneuriat.
Lors des élections locales de juillet 2022, il se présente comme candidat. Il est élu conseiller municipal, fonction dans laquelle il s’investit dans les questions de gestion urbaine, de participation citoyenne et de développement durable.
Son mémoire de master porte sur l’analyse prospective de la gestion des déchets dans la ville de Brazzaville à l’horizon 2030, thématique qu’il relie à ses engagements politiques et associatifs.
Vie personnelle
Chrétien pratiquant, Emmanuel ATIPO-NGAPI est passionné de sport, notamment de taekwondo.